# Silmont
Silmont est une commune française située dans le département de la Meuse, en région Grand Est.

## Géographie
Silmont est un petit village lorrain, se situant dans la vallée de l'Ornain à environ 8 km au sud-est de la ville de Bar-le-Duc. Ses habitants sont appelés les Silmontois et les Silmontoises,.
Silmont est traversé par la Grand-Rue qui correspond à la départementale D 120A, faisant la liaison avec le village voisin de Guerpont, au sud-est. A entrée ouest de Silmont, la Grand-Rue débouche sur la D 6, qui connecte le village avec la route nationale N 135, puis vers le nord avec les petits villages de Culey et de Loisey. Le sud du territoire de la commune est traversé par la ligne de chemin de fer Paris-Strasbourg, puis par quelques méandres de l’Ornain. 
L'altitude du terrain va de 196 à 338 mètres ; la marie se situant à 210 mètres environ. La superficie est de 3,83 km ² soit 383 hectares. La latitude du village est de 48,734 degrés Nord et la longitude de 5,246 degrés Est.
Voici les quatre communes limitrophes de Silmont dont la pointe nord du territoire touche sur quelques dizaines de mètres celui de Resson :
| Longeville-en-Barrois |         | Loisey-Culey |
|                       | Silmont |              |
| Tannois               |         | Guerpont     |

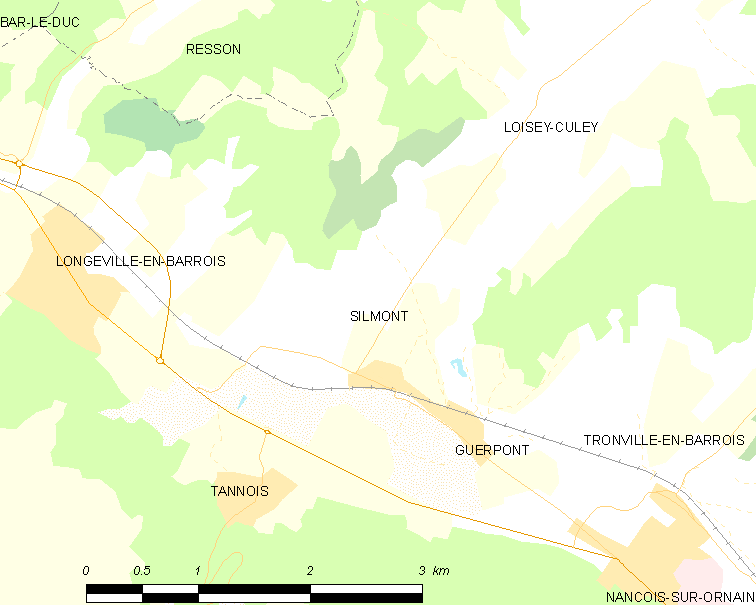
Carte de la commune.
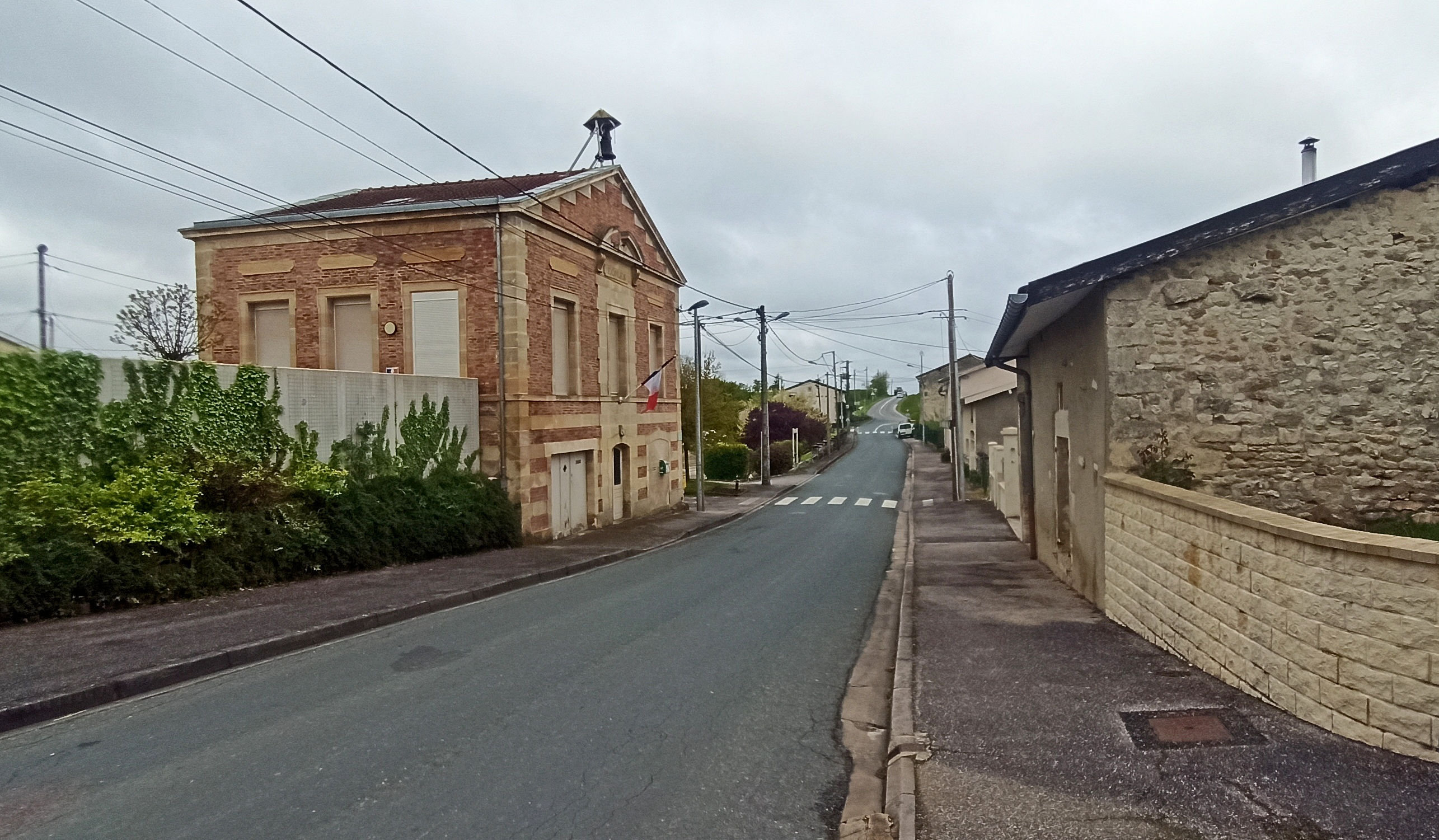
Grand-Rue avec marie au centre de Silmont en 2024
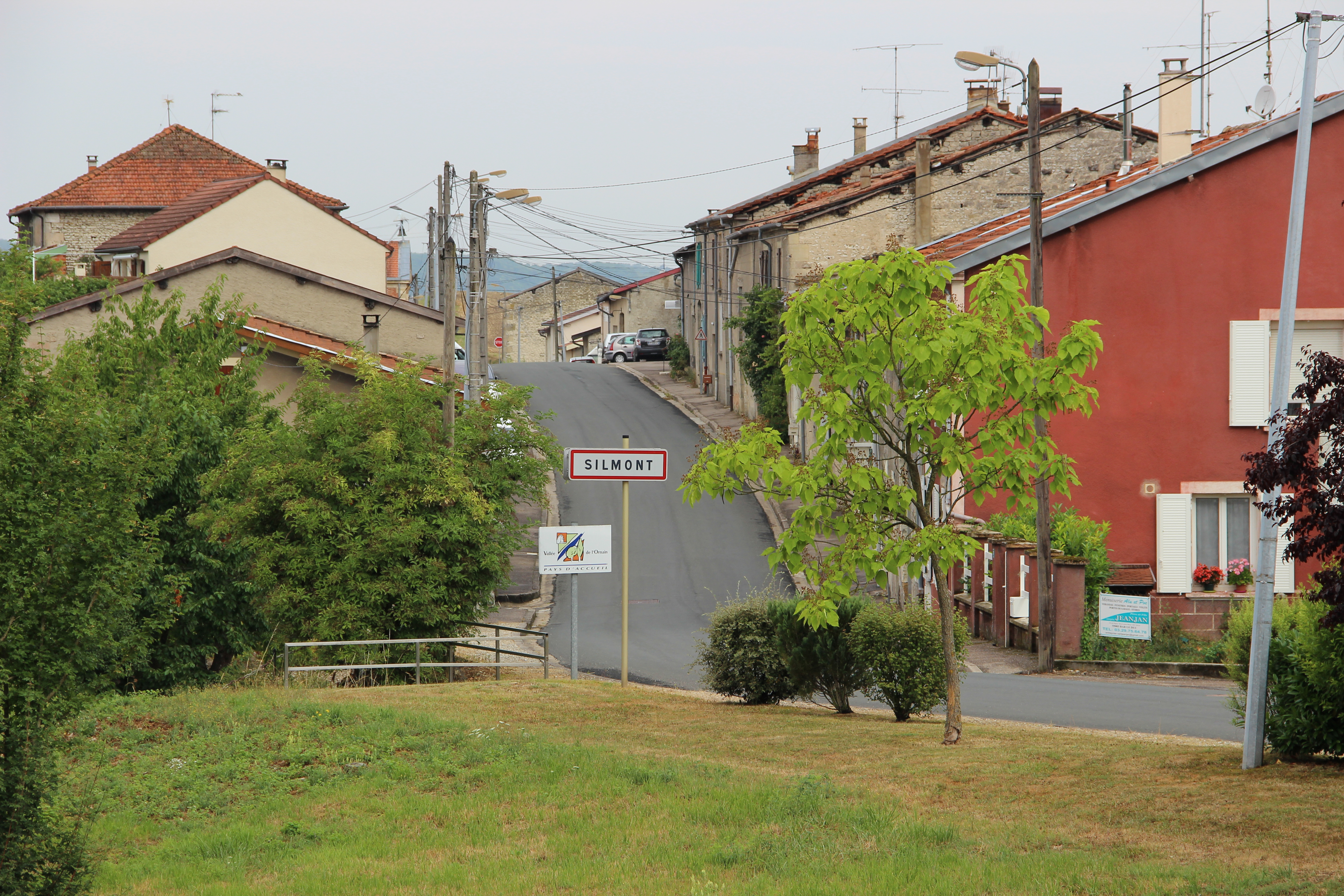
Entrée de l'agglomération.
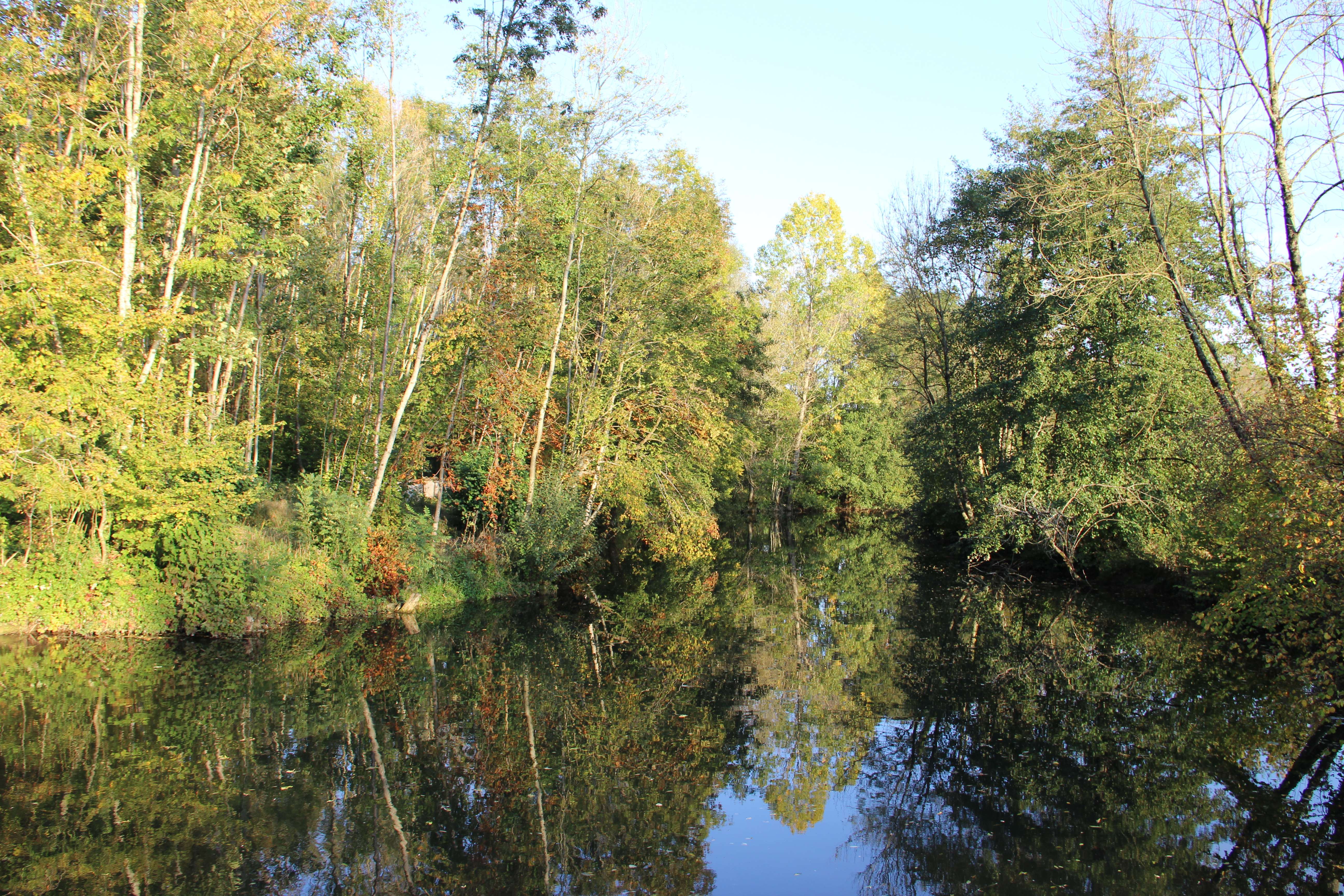
L'Ornain à Silmont.
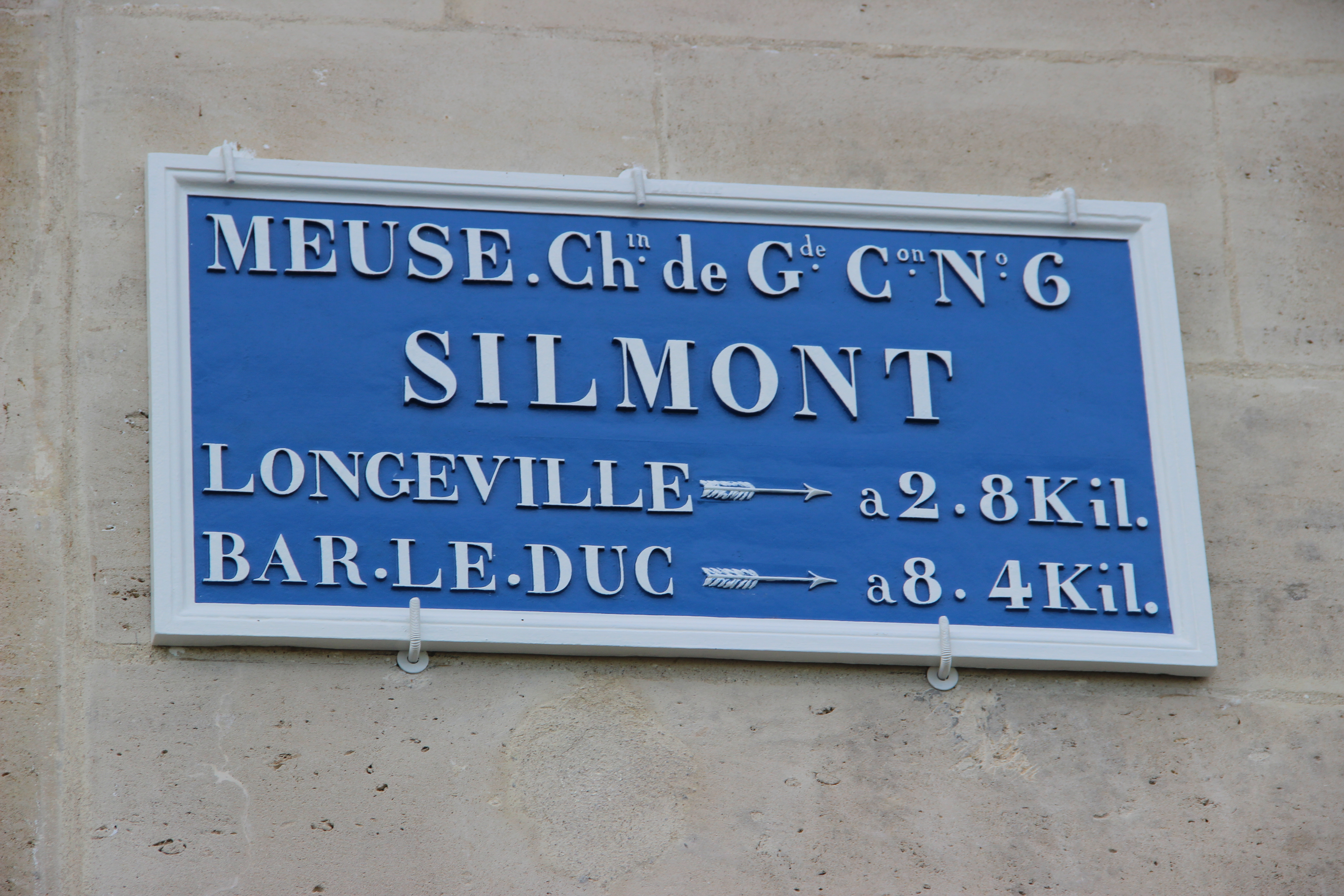
Plaque de cocher.

### Hydrographie
La commune est dans la région hydrographique « la Seine de sa source au confluent de l'Oise (exclu) » au sein du bassin Seine-Normandie. Elle est drainée par l'Ornain, le canal de la Marne au Rhin, le ruisseau de Culey, le ruisseau de Brabant et divers autres petits cours d'eau,.
L'Ornain, d'une longueur de 116 km, prend sa source dans la commune de Grand et se jette dans la Saulx à Étrepy, après avoir traversé 36 communes. 
Le canal de la Marne au Rhin, long de 293 km et 178 écluses à l'origine, relie la Marne (à Vitry-le-François) au Rhin (à Strasbourg). Par le canal latéral de la Marne, il est connecté au réseau navigable de la Seine vers l'Île-de-France et la Normandie. 

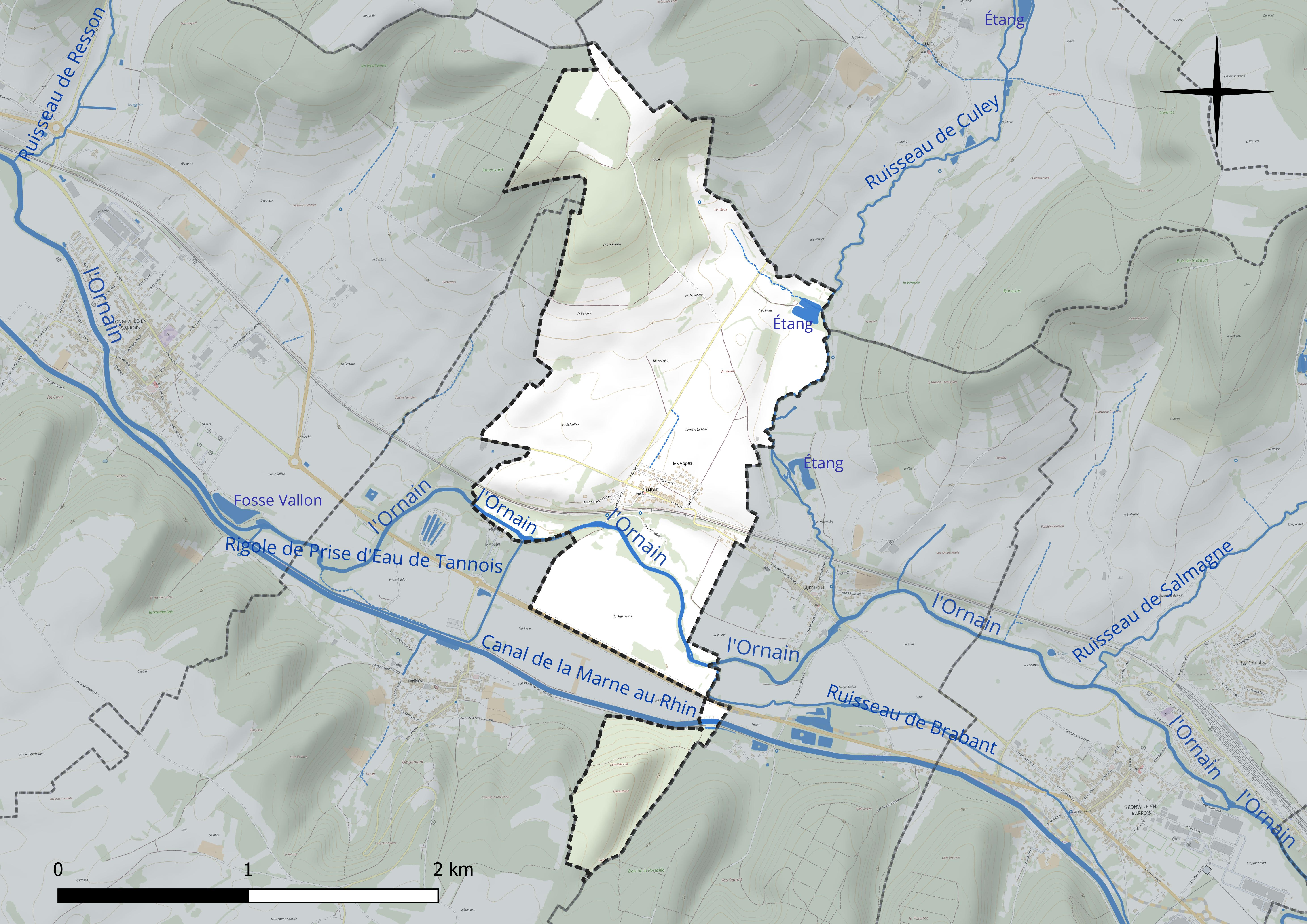
Réseau hydrographique de Silmont.

Un plan d'eau complète le réseau hydrographique : l'étang (1,3 ha),.

### Climat
Pour des articles plus généraux, voir Climat du Grand Est et Climat de la Meuse.
En 2010, le climat de la commune est de type climat des marges montargnardes, selon une étude du Centre national de la recherche scientifique s'appuyant sur une série de données couvrant la période 1971-2000. En 2020, Météo-France publie une typologie des climats de la France métropolitaine dans laquelle la commune est exposée à un climat océanique altéré et est dans la région climatique  Lorraine, plateau de Langres, Morvan, caractérisée par un hiver rude (1,5 °C), des vents modérés et des brouillards fréquents en automne et hiver. 
Pour la période 1971-2000, la température annuelle moyenne est de 9,9 °C, avec une amplitude thermique annuelle de 15,5 °C. Le cumul annuel moyen de précipitations est de 1 023 mm, avec 13,9 jours de précipitations en janvier et 9,7 jours en juillet. Pour la période 1991-2020, la température moyenne annuelle observée sur la station météorologique de Météo-France la plus proche, « Behonne_sapc », sur la commune de Behonne à 8 km à vol d'oiseau, est de 11,0 °C et le cumul annuel moyen de précipitations est de 855,7 mm. 
La température maximale relevée sur cette station est de 40,4 °C, atteinte le 25 juillet 2019 ; la température minimale est de −16,4 °C, atteinte le 20 décembre 2009,,. 
Les paramètres climatiques de la commune ont été estimés pour le milieu du siècle (2041-2070) selon différents scénarios d'émission de gaz à effet de serre à partir des nouvelles projections climatiques de référence DRIAS-2020. Ils sont consultables sur un site dédié publié par Météo-France en novembre 2022.

## Urbanisme

### Typologie
Au 1er janvier 2024, Silmont est catégorisée commune rurale à habitat dispersé, selon la nouvelle grille communale de densité à sept niveaux définie par l'Insee en 2022.
Elle est située hors unité urbaine. Par ailleurs la commune fait partie de l'aire d'attraction de Bar-le-Duc, dont elle est une commune de la couronne,. Cette aire, qui regroupe 86 communes, est catégorisée dans les aires de 50 000 à moins de 200 000 habitants,.

### Occupation des sols
L'occupation des sols de la commune, telle qu'elle ressort de la base de données européenne d’occupation biophysique des sols Corine Land Cover (CLC), est marquée par l'importance des territoires agricoles (76,7 % en 2018), en diminution par rapport à 1990 (80,6 %). La répartition détaillée en 2018 est la suivante : 
terres arables (34,2 %), prairies (31,4 %), forêts (19,6 %), zones agricoles hétérogènes (11,1 %), zones urbanisées (3,7 %). L'évolution de l’occupation des sols de la commune et de ses infrastructures peut être observée sur les différentes représentations cartographiques du territoire : la carte de Cassini (XVIIIe siècle), la carte d'état-major (1820-1866) et les cartes ou photos aériennes de l'IGN pour la période actuelle (1950 à aujourd'hui).

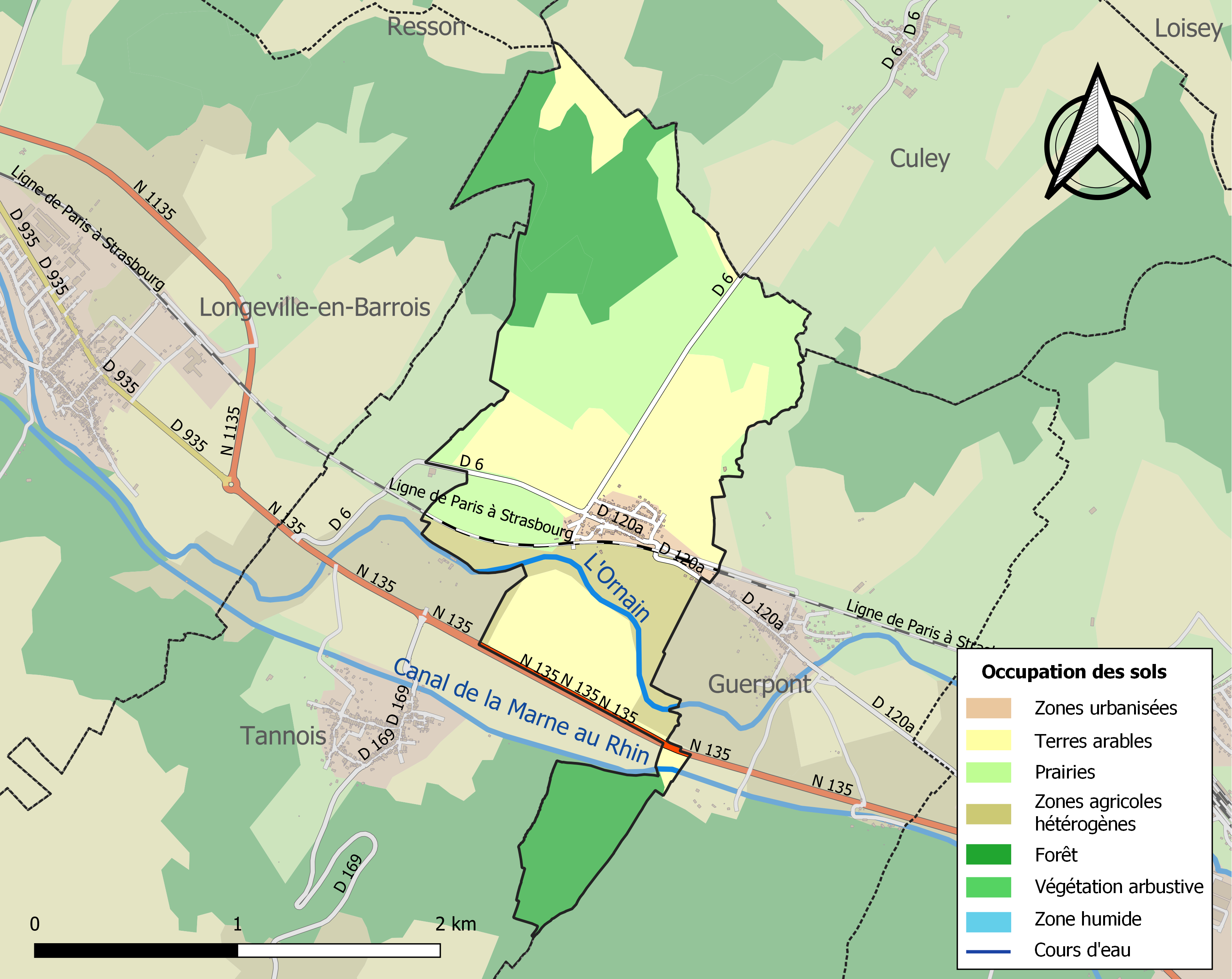
Carte des infrastructures et de l'occupation des sols de la commune en 2018 (CLC).

## Toponymie
Le nom de la localité est attesté sous les formes Sulinimons (1115) ; Sallamons (1135) ; Solinimons (1142) ; Solimons (1150) ; Sulimunt (1195) ; Sulemous, Sulemunt (1205) ; Silmons (1249) ; Silemons (1281) ; Sillemons, Silemont (1327) ; Sillemont (1367) ; Silmont (1396) ; Prioratus de Silmonte (1402) ; Sullomons (1403) ; Silimons (1505) ; Silmont, Sulemont (1527) ; Salamont (1700) ; Silini-Mons (1707) ; Silinimons (1711).

## Histoire
Dès le XIe siècle, le village fut l’endroit du Prieuré de Silmont, fondé en 1048 et dépendant de l'abbaye bénédictine Saint-Bénigne de Dijon. Vers le début du XVIe siècle, cette subordination tomba sous le régime de la commende. Par la suite, les moines cessèrent d'y résider et, en 1745, le prieur Choppelet obtint l'autorisation de démolir le cloître et une partie de l'église prieurale. Il aurait alors utilisé les matériaux pour construire une belle maison. Cette dernière ainsi que les vestiges du prieuré, vendus en 1791, furent démolis en 1795. Aujourd'hui détruit, il n'en subsiste plus que des sous-sols, quelques pans de murs et plusieurs contreforts de la chapelle,.

## Vie associative

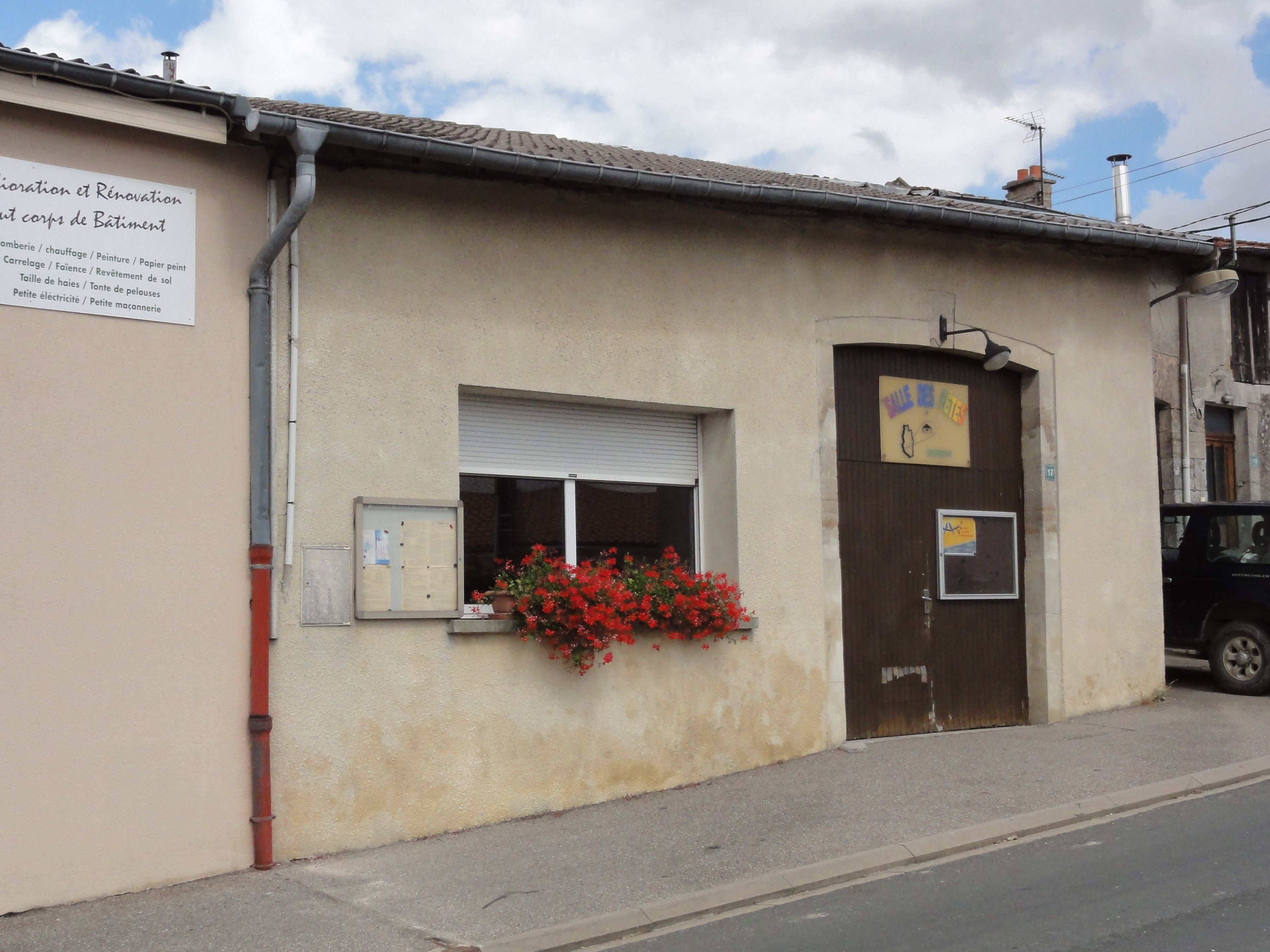
Salle des fêtes.

## Politique et administration
| Période                                  | Période                      | Identité                                     | Étiquette | Qualité |
| ---------------------------------------- | ---------------------------- | -------------------------------------------- | --------- | ------- |
| Les données manquantes sont à compléter. |                              |                                              |           |         |
| mars 1977                                | mars 2001                    | Jacques Gobillot                             |           |         |
| mars 2001                                | mars 2008                    | Serge Kimenau                                | DVD       |         |
| mars 2008                                | En cours (au 4 juillet 2020) | Michel Riebel Réélu pour le mandat 2020-2026 |           |         |

## Population et société

### Démographie
L'évolution du nombre d'habitants est connue à travers les recensements de la population effectués dans la commune depuis 1793. Pour les communes de moins de 10 000 habitants, une enquête de recensement portant sur toute la population est réalisée tous les cinq ans, les populations de référence des années intermédiaires étant quant à elles estimées par interpolation ou extrapolation. Pour la commune, le premier recensement exhaustif entrant dans le cadre du nouveau dispositif a été réalisé en 2005.

En 2022, la commune comptait 143 habitants, en évolution de −11,18 % par rapport à 2016 (Meuse : −4,4 %, France hors Mayotte : +2,11 %).
| 1793 | 1800 | 1806 | 1821 | 1831 | 1836 | 1841 | 1846 | 1851 |
| ---- | ---- | ---- | ---- | ---- | ---- | ---- | ---- | ---- |
| 120  | 119  | 140  | 141  | 129  | 125  | 133  | 145  | 141  |

| 1856 | 1861 | 1866 | 1872 | 1876 | 1881 | 1886 | 1891 | 1896 |
| ---- | ---- | ---- | ---- | ---- | ---- | ---- | ---- | ---- |
| 150  | 145  | 147  | 128  | 120  | 84   | 93   | 104  | 95   |

| 1901 | 1906 | 1911 | 1921 | 1926 | 1931 | 1936 | 1946 | 1954 |
| ---- | ---- | ---- | ---- | ---- | ---- | ---- | ---- | ---- |
| 92   | 94   | 85   | 86   | 101  | 76   | 78   | 91   | 90   |

| 1962 | 1968 | 1975 | 1982 | 1990 | 1999 | 2005 | 2006 | 2010 |
| ---- | ---- | ---- | ---- | ---- | ---- | ---- | ---- | ---- |
| 102  | 101  | 120  | 238  | 232  | 196  | 176  | 173  | 185  |

| 2015 | 2020 | 2022 | - | - | - | - | - | - |
| ---- | ---- | ---- | - | - | - | - | - | - |
| 164  | 146  | 143  | - | - | - | - | - | - |

## Culture locale et patrimoine

### Lieux et monuments
Silmont ne possède pas d'église. 
- Le monument aux morts au cimetière de Guerpont est commun aux deux villages de Silmont et Guerpont.
- Mémorial de la famille Akar, morte en déportation. Inauguré le 13 juillet 2013.

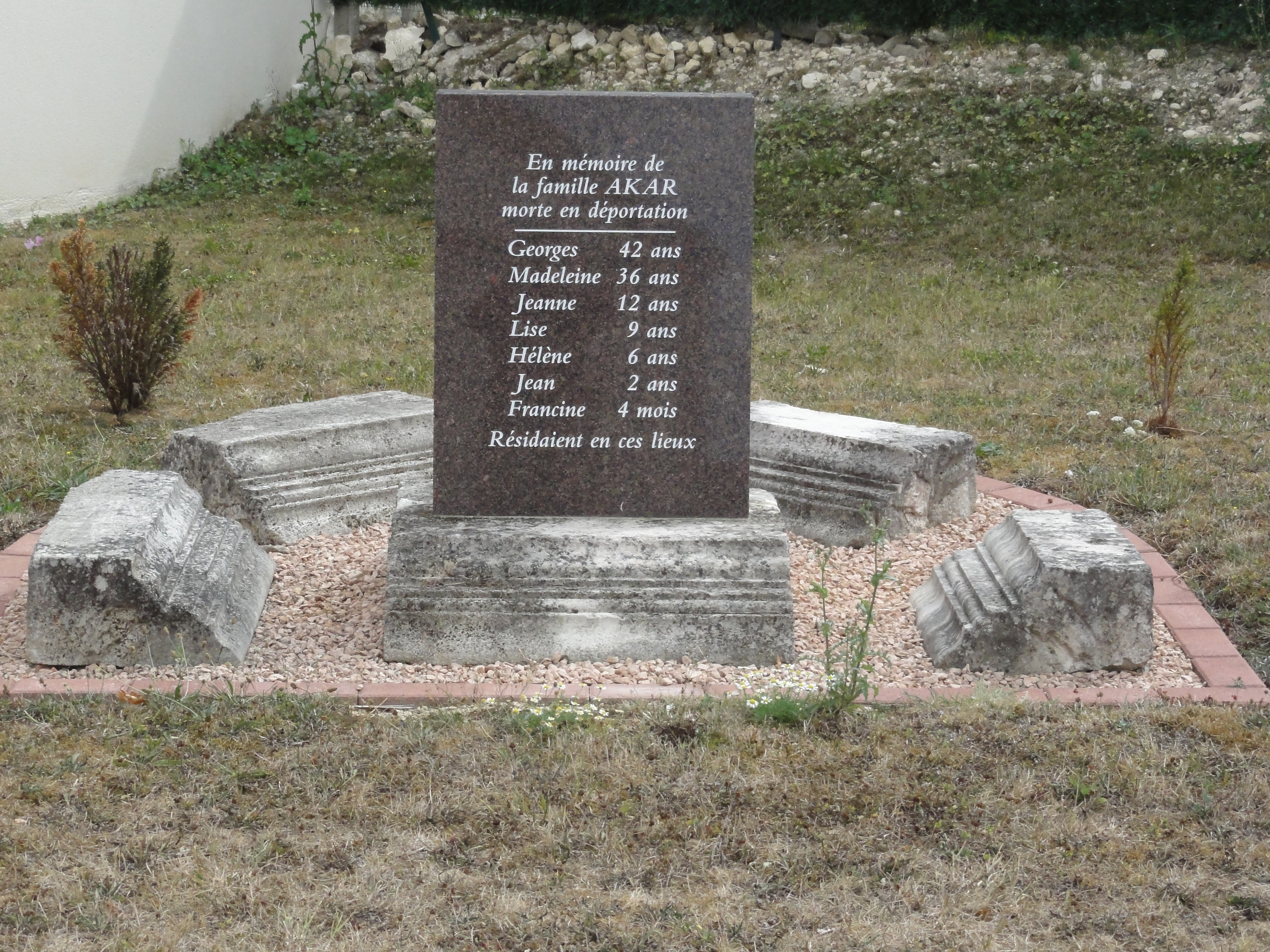
Mémorial de la famille Akar.

### Héraldique
| Blason de Silmont | Blason  | Coupé vouté d'or à deux goujons d'azur posés en bande ; et de gueules à deux lances d'or en sautoir soutenues d'une fleur de lys de jardin d'argent. |
| Blason de Silmont | Détails | Blason composé par R.A. Louis avec la Commission Héraldique de l'UCGL et mis à disposition de la commune en 2015.                                    |